# Петропавлівська волость (Куп'янський повіт)
Петропавлівська волость — адміністративно-територіальна одиниця Куп'янського повіту Харківської губернії з центром у слободі Петропавлівка.
Станом на 1885 рік складалася з 20 поселень, 2 сільських громад. Населення — 7899 осіб (3902 чоловічої статі та 3997 — жіночої), 1315 дворових господарств.
|                     | Площа, десятин | У тому числі орної, дес. |
| ------------------- | -------------- | ------------------------ |
| Сільських громад    | 14978          | 4319                     |
| Приватної власності | 1760           | 408                      |
| Іншої власності     | 139            | 130                      |
| Загалом             | 16877          | 4857                     |

Основне поселення волості:
- Петропавлівка — колишня державна слобода при річці Гнилиця за 7 верст від повітового міста, 3077 осіб, 517 дворів, православна церква, школа, 2 лавки, щорічний ярмарки.
- Заоскілля  — колишній державний хутір при річці Оскіл, 601 особа, 101 двір.
- Курилівка (Ново-Олександрівка) — колишнє державне село при річці Лозова, 762 особи, 120 дворів, православна церква.
- Подоли — колишній державний хутір при озері Лиман, 789 осіб, 125 дворів.
- Сенькове — колишній державний хутір, 655 осіб, 110 дворів.